# کیت لاکهارت
کیت لاکهارت (انگلیسی: Keith Lockhart؛ زادهٔ ۷ نوامبر ۱۹۵۹) رهبر ارکستر اهل ایالات متحده آمریکا است. او در حال حاضر رهبر ارکستر بوستون پاپس، رئیس اصلی رهبر ارکستر کنسرت بی‌بی‌سی و و مدیر هنری مرکز موسیقی برود در کارولینای شمالی است. وی از سال ۱۹۸۹ میلادی تاکنون مشغول فعالیت بوده‌است.